# EuroHockey Club Champions Cup 1978 (Herren, Feld)
Der fünfte offizielle von der European Hockey Federation ausgetragene EuroHockey Club Champions Cup der Herren im Hockey fand vom 12.–15. Mai 1978 in Barcelona statt. Es nahmen zwölf Clubs aus elf Ländern teil. Der englische Club Southgate HC aus London gewann den Europapokal zum dritten Mal in Folge durch ein 4:1 im Endspiel gegen den deutschen Meister Rüsselsheimer RK.

## Vorrunde
Gruppe A
Southgate HC  – Rotweiss Wettingen  2:0
Dinamo Alma-Ata  – Southgate HC  0:1
Rotweiss Wettingen  – Dinamo Alma-Ata  3:1
| Pos. | Verein             | Tore | Punkte |
| ---- | ------------------ | ---- | ------ |
| 1.   | Southgate HC       | 3:0  | 4:0    |
| 2.   | Rotweiss Wettingen | 3:3  | 2:2    |
| 3.   | Dinamo Alma-Ata    | 1:4  | 0:4    |

Gruppe B
Royal Uccle Sport   – Swansea HC  3:1
Swansea HC  – HC Klein Zwitserland  1:5
HC Klein Zwitserland  – Royal Uccle Sport   1:0
| Pos. | Verein               | Tore | Punkte |
| ---- | -------------------- | ---- | ------ |
| 1.   | HC Klein Zwitserland | 6:1  | 4:0    |
| 2.   | Royal Uccle Sport    | 3:2  | 2:2    |
| 3.   | Swansea HC           | 2:8  | 0:4    |

Gruppe C
Slough HC  – Real Club de Polo  0:1
HK Jedinstvo  – Slough HC  1:6
Real Club de Polo  – HK Jedinstvo  3:0
| Pos. | Verein            | Tore | Punkte |
| ---- | ----------------- | ---- | ------ |
| 1.   | Real Club de Polo | 4:0  | 4:0    |
| 2.   | Slough HC         | 6:2  | 2:2    |
| 3.   | HK Jedinstvo      | 1:9  | 0:4    |

Gruppe D
Rüsselsheimer RK  – Edinburgh HC  3:2
Slavia Prag  – Rüsselsheimer RK  1:2
Edinburgh HC  – Slavia Prag  2:2
| Pos. | Verein           | Tore | Punkte |
| ---- | ---------------- | ---- | ------ |
| 1.   | Rüsselsheimer RK | 5:3  | 4:0    |
| 2.   | Slavia Prag      | 4:5  | 1:3    |
| 3.   | Edinburgh HC     | 3:4  | 1:3    |

## Platzierungsspiele
Edinburgh HC  – Swansea HC  4:0
HK Jedinstvo  – Dinamo Alma-Ata  5:4 n.V (4:4)
Spiel um Platz 11
Swansea HC  – Dinamo Alma-Ata  2:0
Spiel um Platz 9
Edinburgh HC  – HK Jedinstvo  5:2
Royal Uccle Sport  – Slavia Prag  3:1
Slough HC  – Rotweiss Wettingen  2:0
Spiel um Platz 7
Slavia Prag  – Rotweiss Wettingen  4:3 n.V (2:2)
Spiel um Platz 5
Slough HC  – Royal Uccle Sport  2:1
Halbfinale
Klein Zwitserland  – Rüsselsheimer RK  3:5 n.V (3:3)
Southgate  – Club de Polo  2:1
Spiel um Platz 3
Klein Zwitserland  – Club de Polo  5:2 n.V (2:2)
Finale
Southgate HC  – Rüsselsheimer RK  5:2

## Quelle
- Deutsche Hockeyzeitung Mai 1978
- EHF Handbook 2016